# Рипли, Сидни Диллон
Сидни Диллон Рипли (англ. Sidney Dillon Ripley; 1913—2001) — американский орнитолог и деятель охраны природы. Во время Второй мировой войны (и, возможно, позднее) работал на спецслужбы. Правительство Таиланда во время войны наградило его Орденом Белого Слона за поддержку тайских подпольщиков. За руководящую работу в Смитсоновском институте Рональд Рейган в 1985 году вручил ему Президентскую медаль Свободы. В 1986 получил также индийскую награду Падма бхушан.
Член Национальной академии наук США (1968).

## Семья
С женой Мэри познакомился в период, когда она также работала на OSS (организация-предшественник ЦРУ). У них родились трое детей.

## Интересный факт
В статье от 26 августа 1950 года New Yorker утверждал, что Рипли перевернул стереотип, согласно которому шпионы представляются орнитологами, чтобы получить доступ в важные районы, так как вместо этого использовал свою должность в разведке, чтобы наблюдать за птицами в местах с ограниченным доступом. Эту статью прочел Джавахарлал Неру, что привело к его ярости, когда Рипли получил назначение в Непал. Конфликт, в улаживании которого принял участие Салим Али, однако, закончился примирением сторон.